# Șoarș
Șoarș là một xã thuộc hạt Brașov, România. Dân số thời điểm năm 2002 là 1920 người.